# MRK Ivanić Ivanić-Grad
Muški rukometni klub Ivanić (MRK Ivanić; Ivanić) je muški rukometni klub iz Ivanić-Grada, Zagrebačka županija. U sezoni 2017./18. klub je osvojio 9. mjesto u 1. HRL - Sjever.

## O klubu
Klub je osnosvan na prijelazu 1951. i 1952. godine kao rukometna sekcija Sportskog društva "Ivanić", za muškarce i žene, koje su s vremenom postali zasebni klubovi. U početku je klub igrao veliki rukomet, te je bio sudionik Rukometne lige zagrebačkog podsaveza. Tadašnji mali rukomet je uveden u klub krajem 1952. godine, te ubrzo zamjenjue igranje velikog rukometa. 
 
Za razliku od ženske ekipe, koja je bila uspješnija, muški klub je imao slabije rezultate. Uspon kluba počinje od sezone 2001./02. kada se klub natječe u 2. HRL, s izuzetkom sezone 2005./06. kada klub igra 3. HRL - Središte, koju i osvaja. 2006. goine se i otvara športska dvorana "Žeravinec". Klub je ranije nastupao na vanjskom igralištu u Sportskom parku "Zelenjak", ili u dvoranama u okolnim gradovima. 
 
U sezoni 2012./13. osvaja  2. HRL - Zapad, te ulazi u 1. HRL koju odmah osvaja, te tako postaje hrvatski prvoligaš u Premijer ligi, u kojima nastupa u sezonama 2014./15. i 2015./16. Od sezone 2016./17. je član 1. HRL - Sjever.

## Uspjesi
1. HRL
- prvak: 2013./14.

2. HRL
- prvak: 2024./25. (Sjever)

## Unutrašnje poveznice
- Ivanić-Grad
- ŽRK Ivanić

## Vanjske poveznice
- mrk-ivanic.hr - službene stranice  Arhivirana inačica izvorne stranice od 15. kolovoza 2020. (Wayback Machine)
- zrk-ivanić.hr, MRK Ivanić  Arhivirana inačica izvorne stranice od 27. rujna 2018. (Wayback Machine)
- Muški rukometni klub Ivanić, facebook stranica
- sportilus.com, Muški rukometni klub Ivanić Ivanić-Grad
- furkisport.hr/hrs/, Ivanić, rezultati po sezonama
- rszz.info - Rukometni savez Zagrebačke županije, muški rukometni klub IVANIĆ